# Lampronia corticella
Lampronia corticella là một loài bướm đêm thuộc họ Prodoxidae. Nó được tìm thấy ở hầu hết châu Âu, trừ Iceland, bán đảo Iberia và bán đảo Balkan. Nó là loài du nhập ở Bắc Mỹ, ở đó nó phát hiện lần đầu ở New Brunswick, Canada năm 1936.

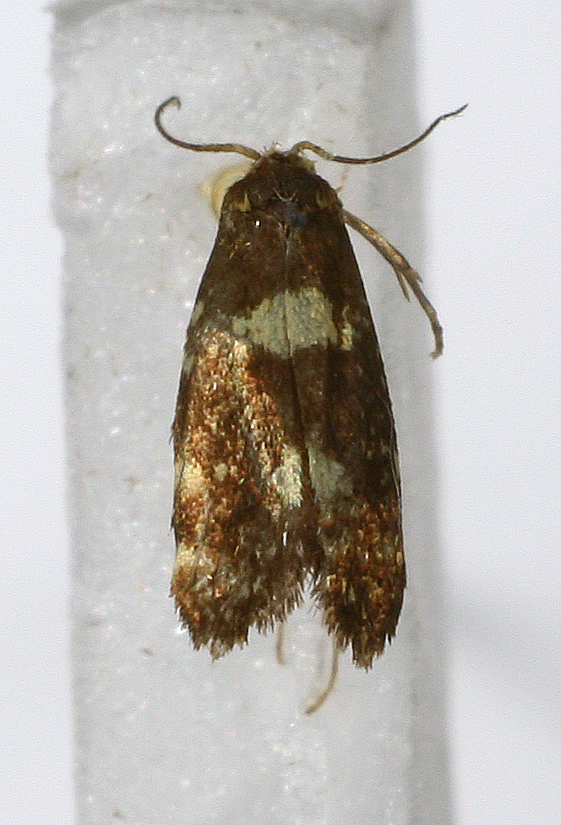

Sải cánh dài 10–12 mm. Ấu trùng ăn các loài Rubus.

## Hình ảnh

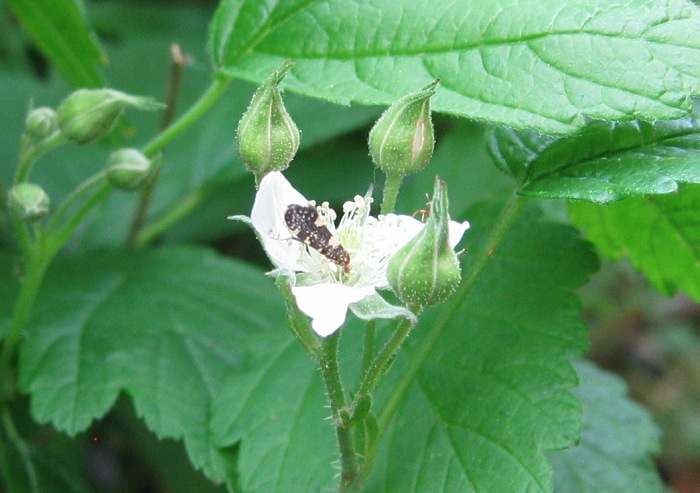
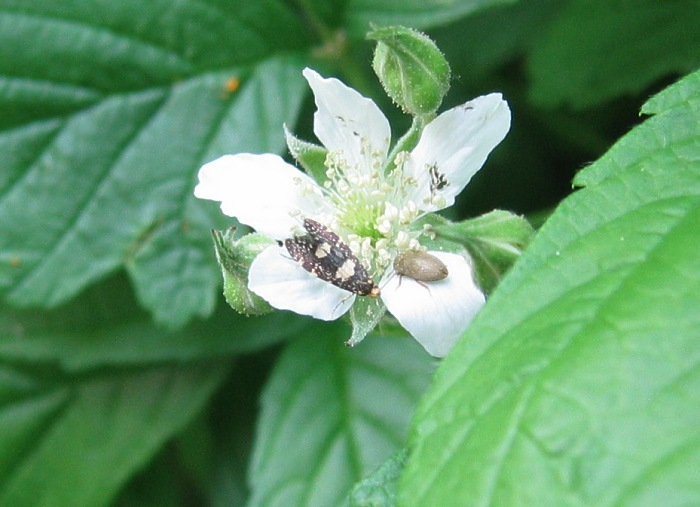